# روماريو ابارا
روماريو ابارا (24 سبتمبر 1994 في الإكوادور - ) هو لاعب كرة قدم إكوادوري في مركز مهاجم ‏. شارك مع منتخب الإكوادور لكرة القدم.

## مسيرته الكروية
لعب روماريو ابارا خلال مسيرته الاحترافية مع 4 أندية في أحد عشر موسمًا وسجل خلالها 24 هدفًا ضمن 183 مباراة. ولم يفز بأي موسم بالكأس أو بالدوري.
خاض روماريو ابارا مسيرته مع نادي الجامعة الكاثوليكية (الإكوادور) في عامي 2011-2013 في المرة الأولى ولمدة موسمين ثم في موسم 2014 ليلعب معه خمسة مواسم، مشاركًا طوالها في 139 مباراة سجل خلالها 15 هدفًا. ثم انتقل إلى نادي إل. دي. يو. كيتو ما بين عامي 2013 و2014 لمدة موسم واحد، حيث شارك في 7 مباريات ولم يسجل أي هدف. لينتقل بعدها إلى مينيسوتا يونايتد في عامي 2018-2020 ولمدة موسمين، مشاركًا في 17 مباراة سجل خلالها 5 أهداف. ثم انتقل إلى نادي باتشوكا في موسم 2019–20 لمدة موسم واحد، مشاركًا في 20 مباراة سجل خلالها 4 أهداف.

## وصلات خارجية
- روماريو ابارا على موقع الدوري الأمريكي (الإنجليزية)
- روماريو ابارا على موقع قاعدة بيانات كرة القدم.إي يو (الإنجليزية)
- روماريو ابارا على موقع ناشيونال فوتبول تيمز (الإنجليزية)
- روماريو ابارا على موقع Soccerway.com (الإنجليزية)
- روماريو ابارا على موقع عالم كرة القدم.نت (الإنجليزية)